# Kormakitis
Koruçam (turc) o en grec Kormakitis (Κορμακίτης), és un petit poble en la República Turca de Xipre del Nord sobre la costa septentrional de l'Illa de Xipre. Aquest poble és un dels quatre centres històric de l'Església maronita xipriota amb Asomatos, Agia Marina i Karpaseia. El Cap Kormakitis s'anomena així degua al nom del poble. Abans la guerra de 1974, el poble comptava aproximadament un miler d'habitants.